# Ma Chul-jun
Ma Chul-jun (kor. 마철준) (ur. 16 listopada 1980) – koreański piłkarz.